# Atemnus letourneuxi
Atemnus letourneuxi är en spindeldjursart som först beskrevs av Simon 1881.  Atemnus letourneuxi ingår i släktet Atemnus och familjen Atemnidae. Inga underarter finns listade.